# 弘松三郎
弘松 三郎（ひろまつ さぶろう、1923年9月17日 - 没年不詳）は、日本の元俳優。

## 人物
古川緑波一座や榎本健一一座の座員として活動し、日活の映画や東映のテレビドラマに端役として多数の作品に出演した。
刑事ドラマ、時代劇、特撮作品で多くの悪役を演じた。

## 出演作品

### 映画
- エノケンのとび助冒険旅行（1949年9月20日、新東宝） - 見張之介
- エノケンの八百八狸 大暴れ（1950年12月16日、東京映画） - 茶之介
- 国定忠治（1954年6月27日、日活） - 押えの長吉
- 初姿丑松格子（1954年11月30日、日活） - 町の若衆
- お月様には悪いけど（1954年12月28日、日活） - 社員
- 志津野一平シリーズ（日活）
  - 志津野一平 地獄の接吻（1955年7月19日） - 津田
  - 志津野一平 愛欲と銃弾（1955年9月21日） - 山本税関所長
  - 志津野一平 浴槽の死美人（1956年4月11日） - 柏原敏夫
  - 志津野一平 謎の金塊（1956年6月28日） - 武川刑事
- 月がとっても青いから（1955年12月20日、日活） - 谷村洋二
- 悪の報酬（1956年1月8日、日活）
- 丹下左膳シリーズ（水島道太郎版）（1956年、日活） - 道場の門弟
  - 丹下左膳 乾雲の巻（1月8日）
  - 丹下左膳 坤竜の巻（1月29日）
  - 丹下左膳 完結篇 昇龍の巻（2月5日）
- 俺は犯人じゃない（1956年2月12日、日活） - 小野
- 地獄の波止場（1956年3月4日、日活） - 刑事
- 殺人計画完了（1956年5月24日、日活） - 志乃
- 名寄岩 涙の敢斗賞（1956年6月7日、日活） - 新聞記者
- 旅鴉でござんす（1956年7月26日、日活） - 庄作
- 地獄の札束（1956年8月14日、日活） - 光川（銀行出張主任）
- 暁の逃亡（1956年8月28日、日活） - 岩佐刑事
- 泣け! 日本国民 最後の戦斗機（1956年10月17日、日活） - 黒岩中尉
- 若いお巡りさん（1956年11月14日、日活） - ポン引の男
- 地底の歌（1956年12月12日、日活） - 鬼若の里
- 若の花物語 土俵の鬼（1956年12月26日、日活） - 新聞記者
- 最後の突撃（1957年1月22日、日活） - 藤川参謀（中佐）
- 復讐は誰がやる（1957年1月29日、日活） - 捜査主任
- 唄祭り喧嘩旅（1957年2月13日、日活） - 流れ星の松
- 女豹とならず者（1957年4月17日、日活） - 左膳
- 命も恋も（1957年5月15日、日活） - 高山尚吉
- 月下の若武者（1957年7月9日、日活） - 疾風の四郎次
- 狂った関係（1957年8月6日、日活） - 磯吉（辰の乾分）
- 青春の冒険（1957年9月3日、日活）
- 鷲と鷹（1957年9月29日、日活） - 宮沢
- 江戸の小鼠たち（1957年10月13日、日活） - 久七（大工）
- 肉体の悪夢（1957年11月17日、日活） - 小柳専務
- 雌花（1957年12月1日、日活） - 十時
- 夜の牙（1958年1月15日、日活） - 湯本博士
- 乳房と銃弾（1958年1月29日、日活） - 立花の部下
- 錆びたナイフ（1958年3月11日、日活） - 間野明
- 悪魔の爪痕（1958年4月1日、日活） - 角（村田の一味）
- 明日は明日の風が吹く（1958年4月29日、日活） - 丸林（難波田の乾分）
- 地獄の罠（1958年6月22日、日活） - 検事
- あン時ゃどしゃ降り（1958年6月29日、日活） - 浩二
- 野郎と黄金（1958年7月22日、日活） - 芝崎
- 俺は情婦を殺す（1958年8月5日、日活） - 岡健
- 酔いどれ幽霊（1958年8月26日、日活） - アテンションの松
- 銀座の沙漠（1958年9月15日、日活） - 望月
- 赤い波止場（1958年9月23日、日活） - 杉田
- 東京は恋人（1958年9月23日、日活） - 重吉
- 第3号倉庫（1958年10月8日、日活） - 高井
- 別れの燈台（1958年10月22日、日活） - 黒木
- 俺らは流しの人気者（1958年10月29日、日活） - 医師
- 危険な群像（1958年12月10日、日活） - 市役所の係員
- 忘れ得ぬ人（1958年12月10日、日活） - 白河経理部長
- 紅の翼（1958年12月28日、日活）
- 嵐を呼ぶ友情（1959年1月3日、日活） - レコードプロデューサーN
- 単車で飛ばそう（1959年1月9日、日活） - 太刀岡
- 女を忘れろ（1959年1月28日、日活） - 吉川
- 仮面の女（1959年2月24日、日活） - 花馬車に来る刑事
- おヤエシリーズ（1959年、日活）
  - おヤエのママさん女中（3月10日） - チョビひげの紳士
  - おヤエの家つき女中（4月1日） - 奥野
  - おヤエの身替り女中（5月19日） - 今井
  - おヤエの女中の大将（8月9日） - 熊吉
  - おヤエの初恋先生（12月1日） - 松崎
- 群集の中の太陽（1959年3月18日、日活） - 不動産部長
- 二連銃の鉄（1959年4月22日、日活） - 仙吉
- 男が爆発する（1959年4月28日、日活） - 溝口定一
- 東京の孤独（1959年5月12日、日活） - 高峰監督
- 街が眠る時（1959年5月26日、日活） - 藤田
- トップ屋取材帖シリーズ（日活）
  - トップ屋取材帖 拳銃街一丁目（1959年6月9日） - 小柳警部
  - トップ屋取材帖 悪魔のためいき（1960年1月9日） - 柳生
- その壁を砕け（1959年6月23日、日活） - 新潟署の刑事
- 海の罠（1959年7月21日、日活） - 沢島警部
- 南国土佐を後にして（1959年8月2日、日活） - コールマン髭の男
- 0番街の狼（1959年8月19日、日活） - 私服
- 浮気の季節（1959年8月26日、日活） - 殺人容疑者
- 人形の歌（1959年9月8日、日活） - 同僚
- 銀座旋風児シリーズ（日活）
  - 銀座旋風児（1959年9月20日） - 村沢彦次
  - 二階堂卓也 銀座無頼帖 帰ってきた旋風児（1962年10月5日） - 新作発表会の司会者
- 渡り鳥シリーズ（日活）
  - ギターを持った渡り鳥（1959年10月11日） - 馬場（秋津組幹部）
  - 渡り鳥いつまた帰る（1960年4月23日） - 伊東
  - 大草原の渡り鳥（1960年10月12日） - 倉井
  - 大海原を行く渡り鳥（1961年4月29日） - シゲ
  - 北帰行より 渡り鳥北へ帰る（1962年1月3日） - 山岸
- 泣かないで（1959年10月21日、日活） - 瀬川
- 波止場の無法者（1959年11月15日、日活） - 陳元昌
- 昼下りの暴力（1959年12月14日、日活） - 鍛冶
- 傷だらけの掟（1960年1月9日、日活） - 早川
- 13号待避線より その護送車を狙え（1960年1月27日、日活） - 太田
- 影のない妖婦（1960年2月24日、日活） - 柳生
- 海から来た流れ者（1960年2月28日、日活） - テツ
- 刑事物語シリーズ（日活）
  - 刑事物語 灰色の暴走（1960年3月9日、日活） - 太刀
  - 刑事物語 銃声に浮かぶ顔（1960年4月12日、日活） - 神崎
  - 刑事物語 小さな目撃者（1960年7月1日） - 吉岡
- 香港秘令0号（1960年3月16日、日活） - 田崎
- 静かな脱獄者（1960年5月21日、日活） - 大五郎
- 君は狙われている（1960年6月4日、日活） - デスク
- 赤い夕陽の渡り鳥（1960年7月1日、日活） - 山田
- 霧笛が俺を呼んでいる（1960年7月9日、日活） - ジミー＝河出
- 東京の暴れん坊（1960年7月29日、日活） - 風巻鉄兵
- 金語楼の俺は殺し屋だ!（1960年8月16日、日活） - 羽鳥
- 南海の狼火（1960年9月3日、日活） - 立川
- 錆びた鎖（1960年11月12日、日活） - 神田
- 大暴れ風来坊（1960年11月16日、日活） - 由公
- 俺の血が騒ぐ（1961年1月9日、日活） - 関（乾分）
- ろくでなし稼業（1961年3月12日、日活） - 辰
- でかんしょ風来坊（1961年3月19日、日活） - 大銀座土地開発調査員
- 早射ち野郎（1961年4月1日、日活） - 庄司（現場監督）
- 用心棒稼業（1961年4月23日、日活） - 保険会社調査課長
- 都会の空の非常線（1961年6月18日、日活） - 小針
- いのちの朝（1961年7月1日、日活） - ××生命講師
- 青い狩人（1961年7月9日、日活） - コーチ
- 高原児（1961年8月13日、日活） - シゲ
- セールスマン物語 男にゃ男の夢がある（1961年9月2日、日活） - 田所修作
- 機動捜査班シリーズ（日活）
  - 機動捜査班 東京危険地帯（1961年9月23日、日活） - 黒木
  - 機動捜査班 暴力（1961年12月20日） - 佐藤
  - 機動捜査班 無法地帯（1962年2月25日） - 室戸
  - 機動捜査班 東京午前零時（1962年5月20日） - 木倉
  - 機動捜査班 群狼の街（1962年12月1日） - 山口
  - 機動捜査班 裸の眼（1963年1月30日） - 三国
  - 機動捜査班 警視十三号応答なし（1963年3月31日） - 堂本
  - 機動捜査班 静かなる暴力（1963年6月16日） - 松井
- 大森林に向って立つ（1961年9月23日、日活） - 五郎
- 波止場気質（1961年10月14日、日活） - 滝田
- 紅の銃帯（1961年11月12日、日活） - ヤス
- アラブの嵐（1961年12月24日、日活） - 水野（宗方家親類）
- さすらい（1962年2月3日、日活） - 広田
- 週末屋繁昌記（1962年4月22日、日活） - 長谷川刑事
- 大氷原（1962年4月22日、日活） - 高橋
- 雲に向かって起つ（1962年5月1日、日活） - 精神病院の医者
- 抜き射ち三四郎（1962年6月3日、日活） - 田代
- 遙かなる国の歌（1962年7月15日、日活） - 園村
- 燃える南十字星（1962年7月29日、日活） - 岡田
- 銃弾の嵐（1962年9月2日、日活） - 殺しや武村
- 若くて、悪くて、凄いこいつら（1962年9月9日、日活） - 山川秘書
- 望郷の海（1962年10月21日、日活） - 用心棒
- 俺に賭けた奴ら（1962年12月12日、日活） - 西山
- 鉛をぶちこめ（1962年12月16日、日活） - 瀬川
- 海の鷹（1963年1月11日、日活） - クラブ支配人
- 灼熱の椅子（1963年1月23日、日活） - 秋山
- 都会の奔流（1963年2月3日、日活） - 丸山
- さすらいのトランペット（1963年2月3日、日活） - 吉川
- 波止場の賭博師（1963年2月17日、日活） - 麻薬組織の三国人のボス
- 悪名高きろくでなし（1963年3月3日、日活） - 公司の男
- 若旦那日本晴れ（1963年3月13日、日活） - 鈴木専務
- 俺の背中に陽が当る（1963年4月7日、日活） - 出納係
- 俺は地獄の部隊長（1963年4月28日、日活） - 八路軍将軍
- 太陽への脱出（1963年4月28日、日活） - 大臣
- 午前零時の出獄（1963年6月16日、日活） - 小口医師
- 霧子のタンゴ（1963年8月25日、日活） - トレドの支配人
- 波浮の港（1963年9月21日、日活） - 小涌園の主人
- 狼の王子（1963年10月4日、日活） - マネージャー
- 真白き富士の嶺（1963年11月1日、日活） - ホテル支配人
- 光る海（1963年12月25日、日活） - 黒田課長
- 東海遊侠伝（1964年1月15日、日活） - 庄太
- 拳銃残酷物語（1964年2月1日、日活） - 佐伯
- 美しい十代（1964年2月8日、日活） - 川島
- 浅草の灯 踊子物語（1964年3月14日、日活） - 藤井寛平
- 無頼無法の徒 さぶ（1964年3月25日、日活） - 綿文の番頭
- 生きている狼（1964年5月26日、日活） - 早川
- 死にざまを見ろ（1964年7月5日、日活） - 片桐弁護士
- 鉄火場破り（1964年7月12日、日活） - 山科（大野木の代貸し）
- 男の紋章シリーズ（日活） - 村田佐平次（佐平次、佐平治）
  - 新・男の絞章 度胸一番（1964年8月1日）
  - 男の紋章 花と長脇差（1964年11月11日）
  - 男の紋章 喧嘩状（1964年12月19日）
  - 男の紋章 喧嘩街道（1965年4月3日）
  - 男の紋章 流転の掟（1965年7月24日）
  - 男の紋章 俺は斬る（1965年10月8日）
- 俺たちの血が許さない（1964年10月3日、日活） - 部長
- 黒い賭博師シリーズ（日活）
  - 黒いダイスが俺を呼ぶ（1964年10月30日） - 富田
  - 投げたダイスが明日を呼ぶ（1965年2月13日） - 田城
  - 黒い賭博師 悪魔の左手（1966年1月27日） - 匹田
- 殺られてたまるか（1964年11月11日、日活） - 成田
- 拳銃野郎（1965年2月13日、日活） - 菊
- 青春の裁き（1965年4月14日、日活） - 曽根
- 意気に感ず（1965年5月16日、日活） - 安井営業部長
- 処女喪失（1965年6月20日、日活） - 大杉春夫
- 渡世一代（1965年7月3日、日活） - 辰村
- 賭場の牝猫シリーズ（1965年、日活）
  - 賭場の牝猫（7月28日） - 松本
  - 賭場の牝猫 捨身の勝負（8月14日） - サブ
- 星と俺とできめたんだ（1965年8月14日、日活） - 星川明
- 大日本殺し屋伝（1965年8月25日、日活） - 岸田
- 秩父水滸伝 必殺剣（1965年9月4日、日活） - 横木泰之進
- 野郎に国境はない（1965年11月13日、日活） - 国友
- 拳銃無宿 脱獄のブルース（1965年12月4日、日活） - 刑事
- 殴り込み関東政（1965年12月18日、日活） - 長部
- この虹の消える時にも（1966年1月27日、日活） - 和田
- 鉄火場仁義（1966年2月12日、日活） - 鎌田
- 青春大統領（1966年4月27日、日活） - 花井
- 帰ってきた狼（1966年5月11日、日活） - 純の父
- 日本仁侠伝 花の渡世人（1966年6月15日、日活） - 野田
- 放浪のうた（1966年6月15日、日活） - 警務所長
- 骨まで愛して（1966年7月9日、日活） - 中国人
- 私、違っているかしら（1966年7月30日、日活） - A社人事課長
- あなたの命（1966年8月13日、日活） - 安村
- 任侠八方破れ（1966年10月22日、日活） - 庄大郎
- 嵐を呼ぶ男（1966年12月10日、日活） - 種田
- 不死身なあいつ（1967年1月14日、日活） - 向井
- 夢は夜ひらく（1967年1月14日、日活） - 石本
- 新・男の紋章 若親分誕生（1967年2月4日、日活） - 松源
- 夜霧よ今夜も有難う（1967年3月11日、日活） - 牛島
- 大巨獣ガッパ（1967年4月22日、日活） - 細田
- 関東も広うござんす（1967年6月28日、日活） - 藤岡
- 波止場の鷹（1967年8月12日、日活）
- みな殺しの拳銃（1967年9月6日、日活） - 灰原
- 爆破3秒前（1967年10月21日、日活） - 植月の手下
- 君は恋人（1967年11月3日、日活）
- 愛は惜しみなく（1967年12月9日、日活） - 新井会長
- 関東刑務所帰り（1967年12月9日、日活） - 殿山
- 男の掟（1968年2月13日、日活） - 佐東
- 残侠無情（1968年4月20日、日活） - 正弘
- 赤道を駈ける男（1968年4月28日、日活） - 警察主任
- わが命の歌 艶歌（1968年5月29日、日活） - 安東
- あゝひめゆりの塔（1968年9月21日、日活） - 病院の衛生兵
- 縄張はもらった（1968年10月5日、日活） - 早地
- 地獄の破門状（1969年1月22日、日活） - 杉田軍次
- 涙の季節（1969年3月12日、日活） - 桜井部長
- 夜の最前線 東京女地図（1969年5月28日、日活） - 牧田
- ネオン警察シリーズ（日活・ダイニチ映配）
  - 続 女の警察（1969年5月28日） - 暁興業社長
  - 女の警察 国際線待合室（2月7日） - 北村
  - ネオン警察 ジャックの刺青（10月14日）
  - ネオン警察 女は夜の匂い（12月5日） - 弁護士
- あらくれ（1969年6月14日、日活） - 赤井刑事
- 博徒無情（1969年6月28日、日活） - 砂田
- 昇り竜 やわ肌開張（1969年7月12日、日活） - 相原
- 藤田五郎の姐御（1969年8月9日、日活） - 荒井
- 大幹部 殴り込み（1969年8月23日、日活） - 根本
- 朱鞘仁義シリーズ（1969年、日活）
  - 朱鞘仁義 鉄火みだれ桜（11月22日） - 角田岩松
  - 朱鞘仁義 お命頂戴（12月17日） - 角田
- 牡丹と竜（1970年1月15日、日活） - 鬼頭
- 残酷おんな情死（1970年4月18日、日活） - 六本木族の男
- 鮮血の記録（1970年6月10日、日活）
- 反逆のメロディー（1970年7月22日、ダイニチ映配） - 桐亜建設重役
- 女子学園 ヤバい卒業（1970年12月15日、ダイニチ映配） - 土屋
- 渡世人 命の捨て場（1971年7月10日、ダイニチ映配） - かど萬
- 戦争と人間 第二部 愛と悲しみの山河（1971年6月12日、ダイニチ映配） - 伍代本社総務部長
- 逆縁三つ盃（1971年7月31日、ダイニチ映配） - 市原
- 初笑いびっくり武士道（1972年1月21日、松竹） - 福井藩重臣
- ザ・ゴキブリ（1973年10月1日、東宝） - 神田教授
- 人間革命（東宝）
  - 人間革命（1973年10月6日）
  - 続・人間革命（1976年6月19日） - 大井徹
- ノストラダムスの大予言（1974年8月3日、東宝） - 閣僚
- 二百三高地（1980年8月2日、東映） - 山本権兵衛
- 元祖大四畳半大物語（1980年8月16日、にっかつ）
- 大日本帝国（1982年8月7日、東映） - 及川古志郎

### テレビドラマ

#### NHK
- 幽霊と宝石と恋（1958年） - 近松

#### 日本テレビ
- ダイヤル110番
  - 第10話「非番勤務」（1957年）
  - 第22話「血染のジャッキー」（1958年）
  - 第38話「都会の渦」（1958年）
  - 第250話「びりっかす」（1962年）
- ある日わたしは 第19話「ポンコツの歌」 - 第21話「栄光のタイヤ」（1968年）
- 颱風とざくろ 第4話（1969年）
- 火曜日の女シリーズ / 雨の日の罠 第3話（1970年）
- 怪奇十三夜 第10話「怪談夕霧楼」（1971年）
- 気になる嫁さん 第15話「金の切れ目が…」（1972年）
- 太陽にほえろ!
  - 第11話「愛すればこそ」（1972年） - 医師
  - 第23話「愛あるかぎり」（1972年） - 医師
  - 第52話「13日金曜日マカロニ死す」（1973年） - 医師
  - 第161話「話したい!」（1975年） - 松宮専務
  - 第343話「希望のサンバ」（1979年）
- 子連れ狼 (萬屋錦之介版) 第一部 第6話「お末無情」（1973年）
- 水滸伝 第6話「梁山泊の夜明け」（1973年） - 薫将士
- 白い牙 第24話「復讐の呼び声」（1974年）
- おんな浮世絵・紅之介参る! 第4話「二人の紅之介」（1974年）
- 伝七捕物帳
  - 第73話「母恋い怨み花」（1975年） - 樋口勘十郎
  - 第102話「十手目が王手」（1976年） - 甚兵衛
  - 第122話「男一匹 かわら版」（1976年） - 木曽屋
  - 第125話「証拠の品は鬢の中」（1976年） - 常吉
- 大都会シリーズ
  - 大都会 PARTII
    - 第6話「傷だらけの逃走」（1977年）
    - 第23話「護送」（1977年）
    - 第48話「狙われた刑事（デカ）」（1978年）

  - 大都会 PARTIII
    - 第6話「東京・クライシス」（1978年）
    - 第20話「爆走・金塊トレーラー」（1979年）
- 新五捕物帳
  - 第82話「小さな瞳の涙」（1979年） - 倉屋又兵衛
  - 第136話「嘘か真か観音さま」（1981年）
  - 第195話「沈黙の十字架」（1982年）
- 特命刑事 第1話「海底の黄金」（1980年）
- 桃太郎侍 第225話「桃太郎一家全員失業!」（1981年） - 灘屋吉兵衛
- 幻之介世直し帖 第12話「罠に落ちた恋人たち」（1981年） - 戸田政右衛門

#### TBS
- 志都という女（1967年）
  - 第18話
  - 第31話
- ザ・ガードマン 第310話「女子学園スキャンダル殺人」（1971年）
- シークレット部隊 第13話「セクシー女優殺人事件」（1972年）
- 日本沈没 第17話「天草は消えた!」（1975年） - 北村主任
- 噂の刑事トミーとマツ 第1シリーズ
  - 第4話「女ごころvs迷コンビ」（1978年）
  - 第49話「当った星占い! 今日は水難の相」（1979年）
- Gメン'75 第241話「囚人護送」（1980年） - 鳴見署署長（警視）
- 水曜劇場 / 二百三高地 愛は死にますか 第6話「白襷隊全滅」（1981年） - 山本権兵衛

#### フジテレビ
- おらんだ左近事件帖 第1話「月心寺の子供たち」（1971年） - 左官藤助
- ロボット刑事 第3話「時計発狂事件」（1973年） - 門井
- 痛快!河内山宗俊 第3話「ここ一番の大勝負」（1975年）
- 新宿警察 第13話「新宿マリーの怨み節」（1975年）
- ゴールデンドラマシリーズ
  - 逢えるかも知れない 第24話（1976年）
  - 駆け込みビル7号室 第7話「パリ-東京! 秘められた青春をさがせ」（1979年）
- 同心部屋御用帳 江戸の旋風II 第26話「花盗人」（1976年）
- 華麗なる刑事 第7話「銃弾の男よ、妹の声を聞け」（1977年）
- 怪人二十面相 第23話「ありがとう! 私の本当のお母さん」（1977年）
- 大空港
  - 第22話「雪原の大追跡 大統領令嬢に危機迫る!!」（1979年）
  - 第61話「兇悪密輸組織撃滅作戦」（1979年）
  - 第69話「狙撃者の墓標 冬枯れの街よ友を優しく弔え!」（1980年）
- 大捜査線 第25話「可愛いあの娘が死んだ」（1980年）
- 時代劇スペシャル（1982年）
  - 素浪人罷り通る 第2弾「素浪人罷り通る 暁の死闘」
  - はぐれ狼
- 同心暁蘭之介 第34話「怨みの錦絵」（1982年）

#### テレビ朝日
- 大忠臣蔵（1971年） - 荒木
- 特別機動捜査隊
  - 第503話「純愛の海」（1971年） - 深田
  - 第507話「歩行者天国」（1971年） - 川原
  - 第547話「絞首台の青春」（1972年） - 高田
  - 第592話「霧の中の焼死体」（1973年） - 有馬
  - 第650話「二億円の謎」（1974年） - 佐々木
  - 第702話「消えた一千万円」（1975年） - 丹波
  - 第728話「女と祭」（1975年） - 姫野
- ターゲットメン 第6話「東京タワー大爆発」（1971年）
- 荒野の素浪人 第1シリーズ（1972年）
  - 第3話「必殺 帰らざる街道」
  - 第52話「流浪 殺しの子守唄」
- 荒野の用心棒 第8話「銀山地獄に悪の華が散って…」（1973年）
- ザ・ボディガード 第14話「愛と死の空中ぶらんこ」（1974年）
- 破れ傘刀舟悪人狩り
  - 第62話「許されざる愛」（1975年） - 真崎周太郎
  - 第76話「帰らざる烙印」（1976年） - 長崎屋義平
  - 第99話「黄金の腕」（1976年） - 北条茂昭
- 大非常線 第2話「誘拐プロフェッショナル」（1976年）
- 敬礼!さわやかさん 第21話「父と娘の春」（1976年）
- ザ・カゲスター 第25話「ドクガルダー 人喰い作戦!」（1976年） - 大原博士
- スーパー戦隊シリーズ
  - 秘密戦隊ゴレンジャー 第83話「オレンジ色の初恋!! 吼える大都会」（1977年） - 川辺教授
  - バトルフィーバーJ 第10話「ナウマン象を見た」（1979年） - 大原理事（ナウマン怪人人間態）
  - 大戦隊ゴーグルファイブ 第33話「シーザー大爆破?!」（1982年） - ラムダス
- 特捜最前線
  - 第42話「Gメン・ 波止場に消ゆ!」（1978年）
  - 第86話「死んだ男の赤トンボ!」（1978年）
  - 第112話「赤い殺意を飼う女!」（1979年）
  - 第143話「殺人伝言板・それぞれのクリスマス!」（1979年）
  - 第155話「完全犯罪・350ヤードの凶弾!」（1980年）
  - 第189話「犯罪紳士録に載っている男!」（1980年）
  - 第211話「自供・檻の中の野獣!」（1981年）
  - 第251話「午後10時13分の完全犯罪!」（1982年）
  - 第257話「母･････････」（1982年）
- 達磨大助事件帳 第18話「雪に散る子守り唄」（1978年）
- 江戸の鷹 御用部屋犯科帖（1978年）
  - 第21話「暗黒街の子連れ狼」 - 越前屋伊兵衛
  - 第31話「怨み花・浴槽の死美人」 - 高村伊織
- 伝七捕物帳（1979年）
  - 第1話「この子どこの子」 - 医者玄庵
  - 第29話「母恋い旅」
- 吉宗評判記 暴れん坊将軍 第65話「恐れ多くもお茶壺道中」（1979年） - 本田主膳正
- 半七捕物帳 第25話「十五夜御用心」（1979年）
- 江戸の牙
  - 第2話「戦慄! 蛇目傘の女」（1979年） - 佐野屋吉兵衛
  - 第16話「慕情 嵐を呼ぶ地獄船」（1980年） - 神埼屋
- 西部警察
  - 西部警察 (PART1)
    - 第18話「俺たちの闘い」（1980年）
    - 第81話「愛と炎のメロディー」（1981年）
    - 第121話「無法の街に愛と勇気を!」（1982年）

  - 西部警察 PART-II 第20話「明日への挑戦」（1982年）
- 土曜ワイド劇場
  - 黒の環状線 新婚夫婦恐怖のおとし穴（1980年） - 刑事
  - 超高層ホテル殺人事件 空白のアリバイ（1982年） - 千草（常務）
- 爆走! ドーベルマン刑事 第1話「黒バイ部隊出動す!」（1980年）
- 必殺仕事人 第68話「願い技奉納絵馬呪い割り」（1980年） - 利兵ヱ
- 長七郎天下ご免! 第46話「情けが仇の父娘草」（1980年） - 桝屋
- ザ・ハングマン
  - ザ・ハングマン 燃える事件簿 第16話「ドーベルマンを飼う悪女」（1981年）
  - ザ・ハングマンII 第3話「女学生を喰らう大学理事長」（1982年）
- 鬼平犯科帳 (萬屋錦之介) 第2シリーズ 第23話「金太郎そば」（1981年）
- 文吾捕物帳 第14話「紅かんざしの絆」（1982年）

#### 12ch→テレビ東京
- ハレンチ学園（1970年 - 1971年）
- 大江戸捜査網
  - 第1シリーズ
    - 第2話「裏街道に命を賭けて」（1970年）
    - 第33話「ゆすり」（1971年）
    - 第45話「小判に秘めた恋」（1971年）

  - 第3シリーズ
    - 第14話「辻占は殺しの暗号」（1973年）
    - 第22話「十手と十字架」（1974年）
    - 第66話「小さな目撃者」（1974年）
    - 第83話「血を呼ぶ鬼同心」（1975年）
    - 第91話「大江戸血の抗争」（1975年）
    - 第98話「情無用の大盗賊」（1975年）
    - 第126話「対決! 男の意地」（1976年）
    - 第144話「緋牡丹に賭けた恋」（1976年）
    - 第158話「隠密同心お吉銃弾に泣く」（1976年）
    - 第163話「偽装殺人の罠」（1976年）
    - 第170話「危機一髪 殺しの切札」（1977年）
    - 第194話「お化け屋敷に消えた美女」（1977年）
    - 第201話「十手に賭けた同心悲哀」（1977年）
    - 第216話「浮世絵女の秘めた謎」（1977年）
    - 第227話「大雪原の決闘!」（1978年）
    - 第247話「女義賊 怒りの逆襲」（1978年）
    - 第256話「狙われた恐怖の連判状」（1978年）
    - 第275話「幻の船を待つ女」（1979年）
    - 第293話「命の鍵を解く男」（1979年）
    - 第299話「怪奇 生きていた死美人」（1979年）
    - 第317話「人質救出 甦る父娘の絆」（1979年）
    - 第321話「女忍者涙の姉弟愛」（1980年）
    - 第331話「晴れ姿おんな隠密一番纏」（1980年）
    - 第335話「夫婦飛脚の子守唄」（1980年）
    - 第370話「明日を夢見る浮草の女」（1980年）
    - 第386話「涙の仇討ち赦免状」（1981年）
    - 第415話「つつもたせの娘」（1981年）
    - 第443話「父よ母よ、暴走娘愚連隊」（1982年）
- ワンパク番外地 第4話「チビッコ仁義の巻」（1971年）
- プレイガール
  - 第141話「男殺し裸の狩人」（1971年） - 黒山
  - 第152話「女の寝業師」（1972年） - 加賀
  - 第167話「男命を殺しに賭けて」（1972年）
  - 第202話「強くあれ! 汝の敵は男なり」（1973年） - 天地
  - 第223話「女の鍵は夜開く」（1973年） - 黒川
  - プレイガールQ 第60話「聖夜に燃える熱い肌」（1975年） - 小山田
- 蛇姫様（1972年） - 助五郎
- 高校教師 第3話「家庭教師はお呼びじゃない」（1974年）
- そば屋梅吉捕物帳 第1話「闇を斬る江戸の月」（1979年） - 大林

#### 読売テレビ
- マドモアゼル通り 第14話「バラ色の罠」、第15話「明日に向って泣く」（1973年）

#### 毎日放送
- 仮面ライダーX 第22話「恐怖の大巨人! キングダーク出現!!」（1974年） - 病院長（ジンギスカンコンドル人間態）[4]
- テレビスター劇場 / 華麗なる一族（1974年） - 長谷川良三（大同銀行総務部長）
- 隠し目付参上 第5話「これにて一件落着か」（1976年）
- 宇宙鉄人キョーダイン 第28話「にげろ! 空飛ぶ人喰いビルデング」（1976年） - 木村

#### 関西テレビ
- 特捜記者 第8話「“外出した死体”より 消えた女の死体」（1974年）
- 柳生一族の陰謀 第33話「さらば! 柳生」（1979年） - 井上政重
- 騎馬奉行（1980年）
  - 第16話「殺人予告! 地獄からの挑戦」
  - 第23話「悲願! 野菜の直か売り」
- 影の軍団III 第22話「地獄から来た赤ん坊」（1982年）